# Plenarij

Plenarij (srednjvj. lat. plenarium), izvedenica od Missale plenum, označuje knjigu ili korice, koje se upotrebljavaju za vrijeme svete mise za omatanje liturgijskih rukopisa, kao ukrasni dio korica ili kao relikvijar. Nose se u svečanim obredima i procesijama, a ponekad se postavljaju i na posebno postolje za čašćenje ili cjelivanje.
U zagrebačkoj katedrali čuva se Zagrebački plenarij.